# Gaetano Arfé
Gaetano Arfé (ur. 12 listopada 1925 w Somma Vesuviana, zm. 13 września 2007 w Neapolu) – włoski polityk, dziennikarz i nauczyciel akademicki, członek Izby Deputowanych i senator, poseł do Parlamentu Europejskiego I kadencji.

## Życiorys
Od 1942 zaangażowany w ruch antyfaszystowski. Współpracował z Komitetem Wyzwolenia Narodowego oraz Sprawiedliwością i Wolnością, przez kilka tygodni był aresztowany. W 1948 ukończył studia z literatury i filozofii na Uniwersytecie w Neapolu, kształcił się też w Istituto italiano per gli studi storici założonym przez Benedetto Croce. Pracował w archiwum państwowym, wykładał historię współczesną na uniwersytetach w Bari i Salerno. W 1973 objął katedrę historii ruchów politycznych na Uniwersytecie Florenckim. Zajmował się jednocześnie działalnością dziennikarską, od 1959 do 1971 pozostawał jednym z dyrektorów czasopisma „Mondo Operaio”. Od 1966 do 1975 był dyrektorem politycznym lewicowego dziennika „Avanti!”, w tym od 1966 do 1969 wspólnie z politykiem PSDI Flavio Orlandim. W 1975 przeżył zamach na własne życie, gdy zamachowcy podpalili jego dom. Autor książek naukowych i publicystycznych.
W 1945 wstąpił do Włoskiej Partii Socjalistycznej, od 1957 do 1982 należał do jej komitetu centralnego. W latach 1972–1976 zasiadał w Senacie, następnie do 1979 w Izbie Deputowanych. W 1979 wybrano go posłem do Parlamentu Europejskiego, przystąpił do frakcji socjalistycznej. W 1985 po konflikcie z Bettino Craxim opuścił socjalistów, w 1987 powrócił na jedną kadencję do Senatu jako niezależny kandydat związany z komunistami.